# Friedrich Spiegel-Schmidt
Friedrich Spiegel-Schmidt (* 27. Februar 1912 in Montreux; † 16. August 2016 in Planegg) war ein ungarndeutscher evangelischer Pfarrer und Theologe.

## Leben und Wirken
Friedrich Spiegel-Schmidt studierte Evangelische Theologie ab 1930 in Wien, ab 1932 in Tübingen und ab 1936 in Sopron, wo er sein Examen machte. Er absolvierte anschließend sein Vikariat in Kőszeg. Danach war er in Győr und als Militärgeistlicher der Ungarischen Armee tätig.
Er floh 1944 nach Deutschland und war bis 1949 Pfarrer in Bad Wörishofen. Zugleich wirkte er als Vertreter der ungarndeutschen Vertriebenen im Ostkirchenausschuss der EKD, dem er von 1950 bis 1958 als Geschäftsführer vorstand. Als solcher war er auch für die Eröffnung des Ostkircheninstituts an der Universität Münster verantwortlich. Zu dieser Zeit publizierte er auch zur Vertriebenenarbeit der evangelischen Kirchen und war Mitglied der ersten Synode der EKD.
Von 1958 bis 1969 war er Pfarrer in Berchtesgaden. Bis zu seiner Pensionierung 1976 war er Prodekan im Prodekanat München-West der Evangelisch-Lutherischen Kirche in Bayern. Auch nach seinem Ruhestand war er weiter als Religionslehrer und Seelsorger tätig.
Für sein kirchliches und politisches – Spiegel-Schmidt war seit 1963 Mitglied der SPD – Engagement wurde er mit dem Bundesverdienstkreuz und dem Ungarndeutschen Kulturpreis ausgezeichnet.
Friedrich Spiegel-Schmidt verstarb am 16. August 2016 im Alter von 104 Jahren im Altenheim in Planegg.

## Schriften (Auswahl)
- Lernprozess – ein Leben zwischen Kirche und Politik: Vom Einsatz für das Deutschtum in Ungarn zum Eintreten für die Versöhnung des deutschen Volkes mit den östlichen Nachbarn (Autobiographie). Evang. Presseverband in Österreich, 2 Bde., Wien o. J.
- Offene Fragen der Reformation. Der Pietismus als Frage an die Gegenwart. Brunnen Verlag, Gießen/Basel 1979, ISBN 3-7655-2937-0.
- 75 Jahre Christuskirche München : 1900 - 1975. Eine Chronik in Bildern und Zeitdokumenten. Evang.-Luth. Pfarramt Christuskirche (Hrsg.), München 1975.
- Die Kirche und das deutsche Volk. Auseinandersetzung mit der protestantischen Rechten. Kreuz-Verlag, Stuttgart 1969.
- Mit Samuel Rothenberg: Das Credo. Eine Theologie für Laien. Schriftenmissions-Verlag, Gladbeck 1965.
- Kirche Ohne Geist? Der Pietismus als Frage an die Gegenwart. Luther-Verlag, Witten 1965
- Leben und Tod in der Bibel : Der Glaubenskampf Israels um den Sinn des Seins. Schriftenmissions-Verlag, Gladbeck 1965.
- Mit Heinrich Heimler: Deutsches Luthertum in Ungarn. Verlag der Schlesischen Evangelischen Zentralstelle, Düsseldorf 1955.
- Kirchliche Vertriebenenarbeit: Eine Übersicht. Ostkirchenausschuss (Hrsg.), Hannover 1952.